# Печеняга
Печеняга (на румънски: Peceneaga) е село –  център на едноименната селска община в окръг Тулча, Северна Добруджа, Румъния.
Името му произлиза от номадското племе печенеги, част от които през XI – XII в. се заселват на Балканите.

## Население
Според преброяването от 2021 година населението на Печеняга е 1465 жители, по-голямата част от които са румънци (91,54%), докато останалите 8,46% са от неясен етнически произход.